# Festival da Canção 1972
Das 9. Festival da Canção (portugiesisch IX Grande Prémio TV da Cançao 1972) fand am 21. Februar 1972 im Teatro São Luiz in Lissabon statt. Es diente als portugiesischer Vorentscheid für den Eurovision Song Contest 1972.
Moderatoren der Sendung waren Alice Cruz und Carlos Cruz.
Als Sieger ging Carlos Mendes mit dem Titel A Festa da Vida hervor. Beim Eurovision Song Contest in Edinburgh erhielt er 90 Punkte und belegte am Ende den 7. Platz, die bis dahin beste Platzierung Portugals beim Wettbewerb.

## Teilnehmer
| Startnr. | Interpret      | Lied                     | Musik und Text                                                          | Rang | Punkte |
| -------- | -------------- | ------------------------ | ----------------------------------------------------------------------- | ---- | ------ |
| 1        | Paco Bandeira  | Vamos cantar de pé       | M: Pedro Osório, T: Fernando Grave                                      | 2.   | 77     |
| 2        | Duarte Mendes  | Cidade alheia            | M: José Luis Tinoco, T: Pedro Támen                                     | 6.   | 21     |
| 3        | Manuel Vargas  | Vem o caminheiro         | M: Rui Serôdio, T: Joaquim Pedro Gonçalves                              | 3.   | 37     |
| 4        | Carlos Mendes  | A Festa da vida          | M: José Calvário, T: José Niza                                          | 1.   | 227    |
| 5        | João Henrique  | Esta festa das cidades   | M: Nuno Nazareth Fernandes, T: José Jorge Letria, Nuno Gomes dos Santos | 7.   | 17     |
| 6        | João Braga     | Amor de raiz             | M/T: Rita Olivaes                                                       | 4.   | 30     |
| 7        | Fernando Tordo | Dentro da manhã          | M: José Luis Tinoco, T: Yvette Centeno                                  | 8.   | 10     |
| 8        | Tó Zé Brito    | Se quiseres ouvir cantar | M/T: Tozé Brito                                                         | 5.   | 22     |